# Daley Thompson's Super Test
Daley Thompson's Super Test, o Daley Thompson's Super-Test in copertina, è un videogioco sportivo multievento pubblicato nel 1985 per Amstrad CPC, BBC Micro, Commodore 64 e ZX Spectrum dalla Ocean Software.
Fa parte di una serie di quattro giochi dedicata all'atleta britannico Daley Thompson. A differenza degli altri tre, non rappresenta discipline del decathlon né dell'atletica, ma una più ampia varietà di sport, e Thompson appare sulle copertine e nell'introduzione (escluso il C64), ma non è l'atleta giocabile.